# Pont de les Monges
El pont de les Monges és una obra de Sant Joan de les Abadesses (Ripollès) inclosa a l'Inventari del Patrimoni Arquitectònic de Catalunya.

## Descripció
Sembla que és un pont de construcció molt rudimentària en forma de volta de canó, potser lleugerament apuntada. Els materials són pedres sense polir de mides diferents, menys les que formen la part externa de l'arc que són de mides semblants i disposades de manera regular i en forma vertical, tot unit amb morter. La part superior del pont té com a baranes dues parets gruixudes de pedra d'igual característiques que la resta del pont d'un metre escàs d'alçada i l'espai per passar-hi és estret (aproximadament d'un metre) i empedrat de manera irregular.

## Història
Aquest pont, per l'estil de construcció, podria pertànyer els s. XIII-XIV, o bé del s. XV (després del terratrèmol), quan es va edificar la vila nova. El pont travessa l'actual carrer Faura que sembla que antigament era el llit del torrent de les Mentides que passava també per l'actual carrer Corriols (tradicionalment dit el carrer de l'Aigua) per anar a desguassar al torrent d'Arçamala. Quan aquest torrent va ésser desviat perquè les seves aigües anessin directes al riu Ter, aquest pont va quedar sense la seva funció originària. Al segle xix unia la casa de Can Casals amb l'hort de la casa. A principi d'aquest segle (1908) la casa va ser comprada per les Germanes Josefines, vetlladores de malalts i d'aquí que encara hom el conegui pel pont de les Monges.